# Kamil Sus

### Kamil Sus
Kamil Sus (ur. 21 sierpnia 1996) – polski YouTuber znany głównie z komentowania paradokumentów, zwłaszcza serii "Szkoła". Jego kanał, aktywny od września 2011, zgromadził około 225 tysięcy subskrybentów i ponad 62 miliony wyświetleń. Regularnie publikuje materiały, często z udziałem dziewczyny, YouTuberki Julii "Prostracji” Bojaruniec
1. Życiorys i kariera
Urodzony 21 sierpnia 1996. Zaczynał działalność na YouTube we wrześniu 2011, skupiając się na komentarzach paradokumentów.
2. Styl tworzenia treści
Jego filmy często komentują absurdalne sytuacje z polskich paradokumentów – inteligentnie, humorystycznie i z dużą dawką luzu.
3. Współpraca i życie prywatne
Jest w związku z Julią "Prostracją" Bojaruniec; para mieszka razem i często pojawia się w nawzajem gościnnych odcinkach.
4. Kanał i statystyki
Subskrybentów: ~225 tys.
Liczba filmów: ~297
Wyświetlenia: ~62 mln
5. Zainteresowania
Angielski, chiński (w trakcie nauki), k-pop.
6. Ciekawostki
Często występuje u Prostracji; pochodzi ze Śląska; nie mówił publicznie o wieku, który poznano dzięki życzeniom od Prostracji
1. ↑  Kamil Sus [online], YouTube Wiki [dostęp 2025-08-18].